# 大阿寺 (幸手市)
大阿寺（だいあじ）は、埼玉県幸手市にある真言宗智山派の寺院。

## 歴史
1952年（昭和27年）に開山された。江戸時代中期に創建された「観蔵院」と創建年代不詳の「光福院」が合併したものである。
当地は山本大蔵之亟によって開拓されたものであり、旧観蔵院の開基でもある。境内には大蔵之亟をはじめとする山本一族の墓が残されている。山本家は江戸時代に名字を名乗ることを許された一族である。

## 交通アクセス
- 幸手駅より徒歩23分。